# Miejsca akcji
Miejsca akcji (org. Schauplätze) – czarno-biały, krótkometrażowy film Wima Wendersa nakręcony na taśmie 16 mm w latach 1966–1967 jako ćwiczenie w szkole filmowej w Monachium. Trwał 10 min. W filmie wykorzystano muzykę zespołu The Rolling Stones.
Film nie dotrwał do dziś – nie wykonano żadnej kopii, istniał tylko oryginał. Jedyne zachowane fragmenty to dwa ujęcia wkomponowane na początek następnego krótkometrażowego filmu reżysera – Same Player Shoots Again. Ujęcia te przedstawiają kolejno: telewizor, znajdujący się w pomieszczeniu, w którym obecne są ślady wcześniejszej pijatyki, na którego ekranie widać ręce tasujące karty do gry oraz pustą budkę telefoniczną.